# Stage Door Canteen
Stage Door Canteen – amerykański film z 1943 roku w reżyserii Franka Borzage.

## Obsada
- Cheryl Walker(inne języki) jako Eileen
- William Terry jako Dakota
- Marjorie Riordan(inne języki) jako Jean
- Lon McCallister jako California
- Margaret Early jako Ella Sue
- Sunset Carson jako Tex
- Dorothea Kent jako Mamie
- Patrick O’Moore jako Australijczyk
- Fred Brady jako Jersey
- Marian Shockley jako Lillian

## Nagrody i nominacje
| Nazwa nagrody | Wygrane            | Nominacje |
| ------------- | ------------------ | --- |
| Oscar         | 1944 bez rezultatu | 1944 Najlepsza muzyka w musicalu Freddie Rich Najlepsza piosenka „We Musn’t Say Goodbye”, wyk. Lanny Ross, muzyka James Monaco, tekst Al Dubin |